# Simone Aaberg Kærn
Simone Aaberg Kærn (født 17. april 1969) er en dansk kunstner og pilot. Hun er bl.a. kendt for et portræt af statsminister Anders Fogh Rasmussen og dokumentarfilmen Smiling in a Warzone om hendes flyvning til det krigsramte Afghanistan.
Kærn har en fortid som aktivist og bz'er. 
Hun er uddannet på Kunstakademiet i København og på Goldsmiths College i London.
Kærn er pilot og har brugt flyvningen i sin kunst.
Hun arbejder med flyvning som en metafor for individuel frihed og luftrummet som ubegrænset af politiske grænser.
Kærn har lavet tv-dokumentarserien Sisters in the sky – en roadmovie fra luften hvor hun med Stine Kirstein fløj rundt i USA og mødtes med kvindelige piloter, der under Anden Verdenskrig havde været del af Women Airforce Service Pilots. 
Dokumentarserien vistes på DR2 i 1999.
Hendes hidtil mest markante projekt var flyvningen til Afghanistan: 
Hun fløj sin 40 år gamle Piper Colt fra Lille Skensved til Kabul i Afghanistan for at finde en ung kvinde, hvis største ønske var at blive pilot.
Med Magnus Bejmar som medinstruktør blev projektet filmet til dokumentaren Smiling in a Warzone der havde premiere i Danmark i september 2006.
Kærn har blandt andet udstillet sine værker ved Biennalen i Venedig i 1999
og i udstillingen Open Sky fra dels Malmø Kunsthal i 2006 og dels Kunstmuseet i Thun i Schweitz.
I foråret 2010 udstillede hun på San Diego Stat Universitets kunstgalleri i forbindelse med 40-årsjubilæriet for deres institut for kvindestudier. 
Seize the Sky, som udstillingen hed, viste 8 videoværker fra perioden 1995-2008 og var hendes første soloudstilling på amerikansk grund.
Hun er repræsenteret af Galerie Asbæk i København.
I 1997 blev hun kåret som årets kunstner i Danmark
og har også modtaget Foreningen af Danske Kunstkritikeres Hæderspris.
Smiling in a Warzone vandt Full Frame Women in Leadership Award i 2006.

## Portræt af Anders Fogh Rasmussen
I december 2010 offentliggjordes hendes utraditionelle symbol-ladede portræt af Anders Fogh Rasmussen til Folketingets portrætsamling.
Hun er den første kvinde, som maler et portræt af en statsminister eller folketingsformand dertil. 
Valget af Kærn blev betegnet som "helt vildt". Dels havde hun som venstreorienteret og tidligere bz'er en markant anderledes politisk holdning end Rasmussen; dels havde hun som konceptkunstner aldrig udført et portræt og knap nok malet før.
Maleriet skabte en del debat og forskellige fortolkninger fremkom.
Anmelderen Michael Jeppesen kaldt billedet vammelt, ubehjælpsomt, en katastrofe og helkikset og mente at "værket er ubetinget en hyldest".
Han gav maleriet et ud af seks point i bedømmelse.
Derimod kaldte forfatteren Bent Vinn Nielsen det en genistreg og mente at Kærn "tager godt og grundigt pis på Mr. Rasmussen".
Politikens anmelder, Karsten R. S. Iversen, mente at maleriet var behændigt malet, fuldt af fascination og fortælling men dog måske ikke vanvittig smukt.
Kunstanmelder Troels Laursen gav portrættet fire ud af seks stjerne, 
mens kunsthistoriker Tom Hermansen gav maleriet fem ud af seks for "underholdningsværdien" og to ud af seks for "den tekniske udfoldelse" (sic).
Billedet forestiller en solbrændt Anders Fogh Rasmussen i nålestribet jakkesæt med spidse øre som en elvers og med bemærkelseværdigt hvide tænder.
Til højre i baggrunden ses et flyvende Hercules transportfly i et ørkenlandskab 
med sandbanker fra Skagen, Irak eller Afghanistan. 
Propellerne har en vis lighed med Dansk Folkepartis logo.
Flyets vinge snitter Rasmussens hals.
Som en kniv truer det med at snitte Rasmussens hals over.
Venstre sides baggrund er en bøgeskov. Grene fortsætte ind i forgrunden og virker som en laurbærkrans.
Over Rasmussens hoved er en stjerne: NATO stjernen eller nordstjernen.
Iversen bemærker en zigzagbevægelse i kompositionen.
Maleriet er også blevet sammenlignet med filmplakater. 
Der er en vis kompositionslighed med filmplakaten til Die Hard 2 filmen.
Selv har Kærn kaldt maleriet "et stykke relationistisk kunst, et historiemaleri, et barokmaleri og en performance" og at "Intentionen var, at skoleklasserne skulle stoppe op foran billedet og tale om, hvad manden gjorde med Danmark i perioden – og det gør de, når de ser på en klemt bøgeskov, et goldt ørkenlandskab og en NATO-stjerne, der funkler i det fjerne."